# Shim Eun-kyung
Shim Eun-kyung (* 31. Mai 1994 in Seoul) ist eine südkoreanische Schauspielerin. Sie ist vor allem bekannt durch ihre Hauptrollen in den sehr erfolgreichen Filmen Sunny (2011) und Miss Granny (2014). Sie gewann den Grand Bell Award in der Kategorie Beste Nebendarstellerin für ihre Leistung in Romantic Heaven (2011).

## Leben
2007 spielte sie in dem Horrorfilm Hansel & Gretel ein junges Mädchen, das mit ihrer Familie im Wald lebt und von dessen Haus man nicht entkommen kann. In Sunny spielt sie ein Mädchen, das mit ihrer Familie aus der Provinz Jeolla nach Seoul zieht. An der neuen Highschool wird sie schnell in eine siebenköpfige Clique aufgenommen, die sich Sunny nennt.
In der Komödie Miss Granny (2014) spielt sie eine etwa 70-jährige Frau, die sich plötzlich im Körper einer 20-jährigen wiederfindet. 2016 spielte sie die Hauptrolle in dem Thriller Missing You, in dem sie nach dem Mörder ihres Vaters sucht.
Weiterhin spielte Shim die weibliche Hauptrolle in dem Superheldenfilm Telekinese (2018). Der Film handelt von einem Vater, der unbeabsichtigt Superkräfte erhält und diese nutzt, um seiner Tochter und anderen Menschen zu helfen, aber im weiteren Verlauf mit Problemen konfrontiert wird. Anfangs war sie besorgt, da sie in dem Film eine normale Person spiele, während die Figuren ihrer vorherigen Rollen besondere Eigenschaften und Eigentümlichkeiten hatten. Shim sagte in einem Interview, dass sie stets das Gefühl hatte, ausgezeichnete Leistungen erbringen zu müssen, und fühlte sich stets, als würde sie sich schlecht verkaufen. Aber Telekinese habe diese Obsession verschwinden lassen. Sie könne nun gelassener Schauspielern.
2020 wurde Shim mit dem Japanese Academy Award als Beste Hauptdarstellerin für ihre Rolle in dem Film The Journalist (Shinbun kisha) ausgezeichnet.

## Filmografie

### Filme
- 2004: Thomas Ahn Jung-geun (도마 안중근)
- 2007: Hansel & Gretel (헨젤과 그레텔)
- 2009: Living Death (불신지옥 Bulsin Jiok)
- 2010: A Night on Earth (Kurzfilm)
- 2010: Happy Killers (반가운 살인자 Bangaun Sarinja)
- 2010: The Quiz Show Scandal (퀴즈왕 Kwijeu Wang)
- 2011: Earth Rep Rolling Stars (Sprechrolle)
- 2011: Sunny (써니)
- 2011: Romantic Heaven (로맨틱 헤븐)
- 2012: Masquerade (광해: 왕이 된 남자 Gwanghae: Wang-i Doen Namja)
- 2014: Miss Granny (수상한 그녀 Susanghan Geunyeo)
- 2016: Sori: Voice From The Heart (Sprechrolle)
- 2016: Missing You
- 2016: Seoul Station (Animationsfilm, Sprechrolle)
- 2016: Train to Busan (Cameo)
- 2016: Queen of Walking
- 2017: Fabricated City
- 2017: The Mayor
- 2018: Telekinese
- 2018: The Princess and the Matchmaker
- 2019: The Journalist
- 2019: Blue Hour

### Fernsehserien
- 2004: Jang Gil-san (장길산, SBS)
- 2004: The Woman Who Wants to Marry (결혼하고 싶은 여자 Gyeolhanhago Sipeun Yeoja, MBC)
- 2004: Sweet Buns (단팥빵 Danpatppang, MBC)
- 2005: That Summer’s Typhoon (그 여름의 태풍 Geu Yeoreum-ui Taepung, SBS)
- 2005: I Love You, My Enemy (사랑한다 웬수야 Saranghanda Wensuya, SBS)
- 2006: Drama City: Kkotnimi (꽃님이, KBS2)
- 2006: 641 Family (641 가족, KBS2)
- 2006: Hwang Jin-i (황진이, KBS2)
- 2007: The Legend (태왕사신기 Taewangsasingi, MBC)
- 2008: Women of the Sun (태양의 여자 Taeyang-ui Yeoja, KBS2)
- 2009: Kyung-sook, Kyung-sook’s Father (경숙이, 경숙 아버지, KBS2)
- 2009: Tae-hee, Hye-kyo, Ji-hyun (태희 혜교 지현이, MBC)
- 2010: Merchant Kim Man-deok (거상 김만덕 Geosang Gim Man-deok, KBS)
- 2010: Bad Guy (나쁜 남자 Nappeun Namja, SBS)